# 이매방
이매방(李梅芳, 1925년 3월 30일 (1925년 음력 3월 7일) ~ 2015년 8월 7일)은 대한민국의 무용가이다. 호는 우봉이다.
전라남도 목포시에서 태어났다. 또한 이매방은 7세 때부터 권번 기생들을 가르치던
 할아버지 이대조에게서 춤을 배웠다. 6년간 자연스럽게 기생들 사이에 끼여 춤을 배우던 이매방 명인은 이후 박영구에게서 본격적으로 음악을 배웠다. 이매방 명인은 제27호 승무와 제97호 살풀이춤 무형문화재로 지정되어, 국내에서 유일한 2가지 분야의 무형 문화재 보유자이다.
목포공업고등학교를 졸업하고, 1951년 부산에 무용연구소를 개설하였다. 1953년에 부산, 1954년 광주에서 무용발표회를 가졌다. 1959년에 서울 원각사에서 공연하였고, 1967년 국립극장에서 발표회, 1976년에 문예진흥원 지원으로 창작무용발표회를 가졌다. 1977년에 〈삼현승무(三絃僧舞)〉 〈보렴승무(菩念僧舞)〉로 이매방 승무전장발표회를 가졌다.
1984년에 옥관문화훈장을 받았고, 1987년에는 중요무형문화재 제27호 승무 예능보유자로 지정되었다.
 이매방 명인은 200명 정도의 다수 제자들을 가르쳤다. 그 중 유명한 대가들로는 '살풀이춤'의 안춘자, 이길주, 홍금산, ‘승무'의 김지립, 김호동, 박종필, 신재자, 양종승, 임이조 등이 있다.' 승무'와 ‘살풀이춤'을 동시에 이수한 제자로는 이호영,김진홍, 박소림, 송수남, 오미자, 송재섭, 최창덕, 채상묵 등이 있다.

## 경력
- 1987년 국가무형문화재 제27호 승무 예능보유자
- 1990년 국가무형문화재 제97호 살풀이 예능보유자
- 1993년 인간문화재진흥회 부회장
- 1996년 용인대학교 무용학과 교수
- 2013년 국가무형문화제 제27호 승무, 97호 살풀이 명예보유자

## 상훈
- 1976년 부산시 눌원문화상
- 1984년 옥관문화훈장(4등급)
- 1995년 성옥문화상
- 1998년 프랑스 문예공로훈장 오피시에
- 2004년 임방울 국악상, 세종국악대상
- 2011년 제12회 대한민국 국회대상 공로상
- 2015년 은관문화훈장(2등급) 추서

## 광고출연
- 1993년 조선무약 솔표우황청심원

## 같이 보기
- 임이조